# مرزبان‌نامه
مرزبان‌نامه کتابی به زبان طبری (مازندرانی) نوشتهٔ مرزبان باوندی، از شاهزادگان طبرستان، بود که در قرن چهارم هجری نوشته شد. اصل این کتاب امروزه وجود ندارد ولی نسخه‌هایی که چند سده بعد توسط سعدالدین وراوینی و محمد بن غازی ملطیوی از طبری به فارسی دری ترجمه و بازنویسی شدند، به نام‌های مرزبان‌نامه وراوینی و روضةالعقول در دسترس هستند. ترجمه‌های فارسی مرزبان‌نامه در سدهٔ هفتم هجری قمری برگردان شدند و دارای نثری مصنوع هستند. این اثر توسط شیخ‌اوغلو به زبان ترکی قدیم آناتولی، نهضت عمر افندی به زبان ترکی عثمانی و شهاب‌الدین ابن عربشاه به زبان عربی نیز ترجمه شد.
اصل کتاب به زبان طبری مفقود است و آن گونه که پیداست، زبان اثر یحتمل چیزی میان پهلوی و زبان محلی گرگان و طبرستان بود که در آن ایام به عنوان زبان ادبی در مازندران رواج داشت. به جز نسخه‌های ترجمه‌شده به فارسی، مهم‌ترین منابع اولیه‌ای که از نسخهٔ اصلی این کتاب نام برده‌اند، قابوس‌نامه و تاریخ طبرستان هستند.
نویسندهٔ مرزبان‌نامه یکی از شاهزادگان سلسلهٔ باوندیان در طبرستان، به نام مرزبان بن رستم، است. او در نخستین فصل کتاب، دربار باوند را به تصویر می‌کشد که برادرش، شهریار سوم بر تخت نشسته و با توجه به تحریکات وزیر خود، به مرزبان مشکوک است. مرزبان ضمن روایت حکایاتی که در فصول بعدی کتاب آمده، سعی می‌کند به برادر راه و رسم حکومت را بیاموزد و او را از نیرنگ‌های وزیرش برحذر دارد.
داستان‌های مرزبان‌نامه نمادین هستند و در این حکایات از زبان حیوانات نقدهای اجتماعی و سیاسی قابل توجهی بیان شده است. مرزبان بن رستم در این کتاب اندیشه‌های اخلاقی و سیاسی خود را بیان کرده و به بررسی جایگاه الهی پادشاهان پرداخته است. البته دستورالعمل‌های او متناسب با حکومت‌های محلی کوچکی که در آن می‌زیست می‌باشد.

## پیش‌زمینه

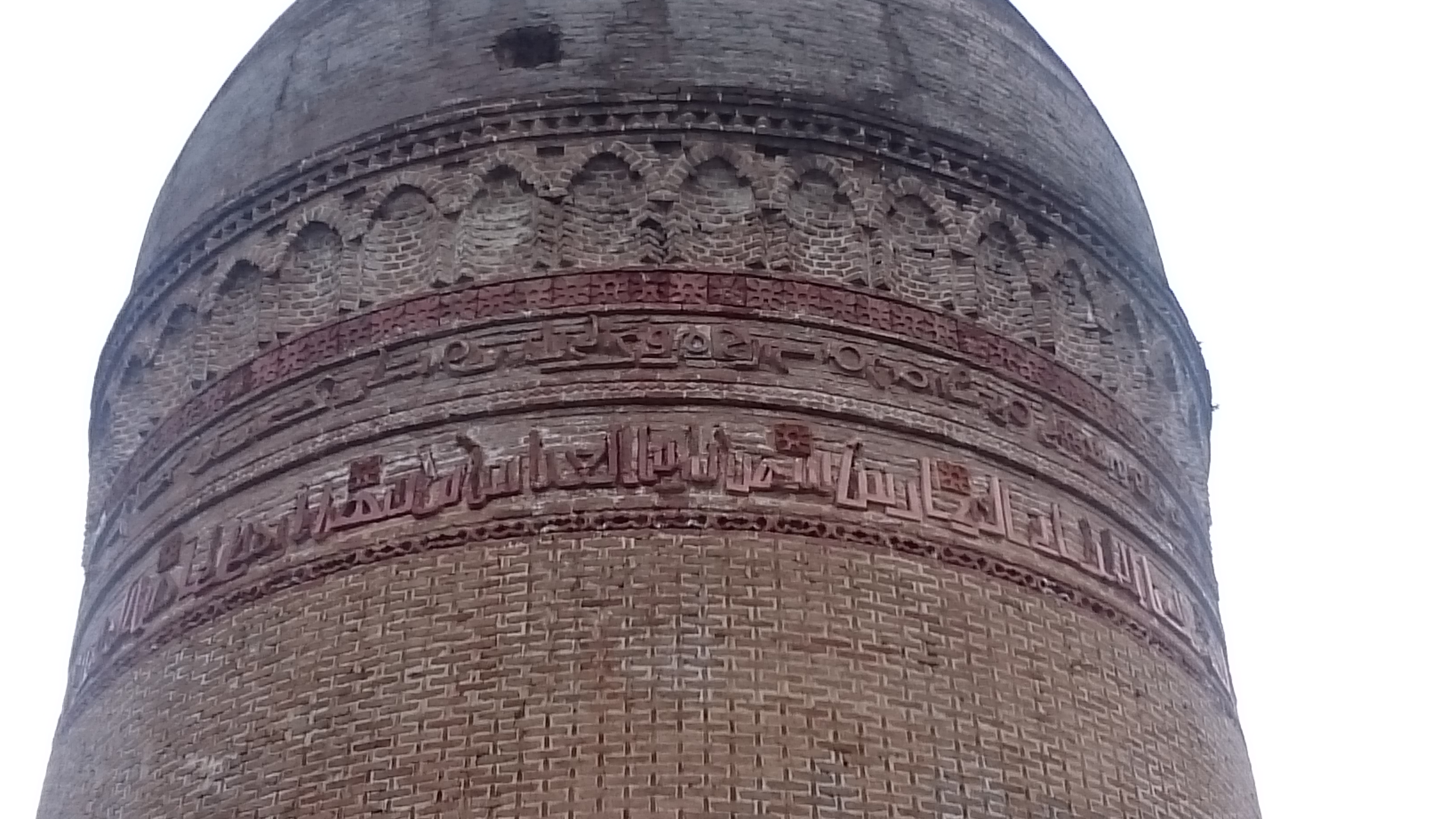
کتیبه‌های برج رِسکِت به دو خط پهلوی و کوفی. این برج آرامگاه چند تن از اسپهبدان باوندی است و احتمالاً معاصر با دوران قابوس و مرزبان بنا شده است.

نویسندهٔ کتاب، مرزبان بن رستم، از سلسلهٔ باوندیان بود که خاندانی با ریشه‌های ساسانی بودند و بر بخش‌هایی از طبرستان فرمانروایی داشتند. در زمان مرزبان، حکومت زیاریان به امیری قابوس بن وشمگیر در قدرت بودند و برادر مرزبان، شهریار سوم، که اسپهبد باوندیان بود، تحت امر قابوس زیاری بود. در این دوره خلافت عباسی دچار ضعف بوده و امیران مختلفی در گوشه‌گوشهٔ قلمرو اسلامی سر برآورده بودند ولی هیچ‌یک قدرتی نداشتند که بتوانند دیگر مدعیان را از میدان بدر برند.
مرزبان‌نامه انعکاسی از اوضاع نابسامان سیاسی در دوران حیات نویسندهٔ آنست. در این مقطع تاریخی، گرچه سامان سیاسی کهن و آیین مشروعیت‌بخش زرتشتی فروپاشیده بود، اما اسلام و سامان سیاسی آن هنوز مستقر نشده بود. در چنین اوضاعی تنها منافع و انگیزه‌های شخصیِ افرادِ سیاسی و نظامی تعیین‌کننده بود. مرزبان بن رستم، اسپهبدزاده طبرستانی، در این هنگام با یادآوری آیین شهریاری و اصول اخلاقی، حاکمان زمانه را پند می‌دهد. با توجه به داستانی که وراوینی نقل کرده است، پس از این که مرزبان تصمیم گرفت از سیاست کناره بگیرد و به گوشهٔ عزلت رود، جمعی از بزرگان و اشراف از او خواستند کتابی بنویسد و او یحتمل با استفاده از کتاب‌های کهنی که در کتابخانهٔ شاهی در اختیارش بودند، کتاب مرزبان‌نامه را نوشت. سده‌های چهارم تا ششم هجری، نخستین دورهٔ ادبیات طبری و عصر اوج این زبان بود و مرزبان‌نامه هم در این دوران تألیف گردید.
تاریخ ادبیات نشان می‌دهد که دانشمندان و ادیبان بسیاری در نقاط مختلف جهان، در هر دوره‌ای که اقتضا می‌کرد، برای بیان اندیشه‌ها و نقدهای اجتماعی خود از حکایت‌های حیوانات استفاده کرده‌اند. حکایت‌های تمثیلی یا فابل، هم در میان عوام و هم در میان درباریان جایگاه والایی داشتند. این داستان‌ها یکی از ابزار نویسندگان برای بیان نقدهای سیاسی و اجتماعی به‌شمار می‌رفتند. شخصیت‌های حیوانی مرزبان‌نامه نیز هر یک نماد خصائص انسانی هستند. این کتاب فراتر از داستان و حکایت است و بیانگر اوضاع و آداب و رسوم جامعهٔ خویش هم هست و بر درک مؤلف از مشکلات جامعه دلالت دارد. علت توسل به داستان‌پردازی در آثار سیاسی شرقی، علاوه بر علاقه عوام به این سبک، استبداد حاکم بر جامعه بود که اجازهٔ انتقاد آشکار نمی‌داد و هر گونه نقد یا اشاره به ضعف حاکمان را با قتل و شکنجه پاسخ می‌گفت.
استفاده از فن دیالکتیک و گفتگوی دو نفره در این کتاب نیز قابل تأمل است. نخستین بخش‌های مرزبان‌نامه با مباحثه‌ای آغاز می‌شود که یادآور جمهور اثر افلاطون است.

## منبع‌شناسی
قدیمی‌ترین منبعی که دربارهٔ مرزبان‌نامه موجودست، بخش مقدمهٔ کتاب قابوس‌نامه اثر عنصرالمعالی کیکاووس زیاری است که در قسمتی از آن، نویسنده خطاب به پسرش گیلانشاه، می‌گوید: «جدهٔ تو مادرم، دختر ملک‌زاده المرزبان بن رستم بن شروین بود، مصنف مرزبان‌نامه است. سیزدهم پدرش کابوس بن قباد بود، برادر ملک انوشیروان عادل.» دو نویسندهٔ نسخه‌های فارسی این اثر، وراوینی و ملطیوی، هم در ابتدای آثار خود اشاره‌ای به نویسندهٔ اصل کتاب کرده‌اند؛ چنانک وراوینی پدیدآورندهٔ کتاب را «مرزبان بن شروین» از اعقاب کیوس برادر انوشیروان می‌داند و ملطیوی مؤلف را از «تصانیف اعقاب قابوس وشمگیر» برمی‌شمارد.
علاوه بر این، در برخی کتاب‌های تاریخی از این اثر نام برده‌اند؛ نخستین آن‌ها تاریخ طبرستان اثر ابن اسفندیار است که در سال ۶۱۳ هجری تکمیل گردید. ابن اسفندیار می‌گوید: «اصفهبد مرزبان بن رستم بن شروین پریم، که کتاب مرزبان‌نامه از زبان وحوش و طیور و انس و جن و شیاطین فراهم آوردهٔ اوست، اگر دانا دلی عاقلی از روی انصاف نه تقلید معانی غامض و حکم و مواعظ آن کتاب بخواند و فهم کند خاک بر سر دانش بیدپای هند پاشد که کلیله و دمنه جمع کرد و بداند که بدین مجموع اعاجم را بر اهل هند و دیگر اقالیم چند درجه فخر و مرتبت و به نظم طبری او را دیوانست که نیکی‌نامه می‌گویند دستور نظم طبرستانست.»
حاجی خلیفه در کشف الظنون تنها نام کتاب را بدون شرح و توضیحی آورده است. همچنین رضاقلی‌خان هدایت در فرهنگ ناصری صاحب کتاب مرزبان‌نامه را «مرزبان پسر رستم و منسوب به امیر قابوس شمس‌المعالی» را ثبت کرده و در کتاب دیگرش، مجمع‌الفصحاء، همو را «مرزبان دیلمی از اجداد آل زیار و قابوس وشمگیر» برمی‌شمارد.
نخستین کتاب‌شناسی دربارهٔ مرزبان‌نامه، اثری از نظام‌الدین نوری است که در سال ۱۳۷۲ به چاپ رسید. در سال ۱۳۹۸ شمسی نیز آرزو پوریزدان کتاب‌شناسی جدیدی برای مرزبان‌نامه منتشر کرد که شامل دو قسمت مقالات و کتاب‌ها است. کتاب‌شناسی اخیر اثری اصولی نیست و خطاهای زیادی در آن به چشم می‌خورد. در این کتاب‌شناسی تنها به آثار فارسی پرداخته شده است و بدون تقسیم‌بندی علمی، تنها این آثار را به ترتیب الفبا نام برده است که شامل بسیاری از کتاب‌های ردهٔ سنی کودکان است.

## داستان
چارچوب اصلی، داستان شاهزاده‌ای است که پس از جانشین شدن برادرش بر تاج و تخت موروثی، می‌خواهد به یک زندگی در انزوا و عزلت روی آورد. او به درخواست بزرگان دولت، موافقت می‌کند که کتابی حاوی نصیحت‌های حکیمانه و دستورالعمل‌های مفیدی برای زندگی در دنیا بنویسد. او همچنین قصد دارد از طریق این کتاب، پادشاه جدید را از شخصیت شریر وزیرش آگاه کند. داستان از آنجا آغاز می‌شود که شاهزاده در جریان مشاجره با شاه و وزیر، شروع به گفتن یک سری داستان‌های طولانی می‌کند.
در فصل اول، شاهزاده مرزبان بن رستم (که برادر اسپهبد است) بر اثر سخن‌چینی وزیر دربارِ برادرش، مورد سوءظن فرمانروا قرار گرفته است. برادران از طریق گفتگو و به کمک مثال‌ها و افسانه‌های اخلاقی تا پایان فصل به تفاهم می‌رسند. کتاب در هر فصل متوالی، چالش‌های دشوار مختلفی را بررسی می‌کند که ممکن است یک پادشاه در زمان فرمانرواییش با آن‌ها مواجه شود.
در فصل دوم، فرمانروایی که در بستر مرگ است، تلاش می‌کند تا با ایجاد سازوکاری از نوبت بر تخت نشستن، از رقابت بین پسرانش بر سر جانشینی خود بکاهد و پسرانش را برای راهنمایی به یک داور مورد اعتماد ارجاع می‌دهد.
در فصل سوم، یک شاهزاده خانم سلطنتی برای ازدواج آماده می‌شود، اما به جای رسم سنتی ازدواج در جهت هم‌پیمانی دودمان‌ها یا افزایش ثروت، ترجیح می‌دهد با مردی عاقل و متواضع ازدواج کند.
فصل چهارم داستانی را به تصویر می‌کشد که می‌گوید چگونه مردی که با حکمت و دین استوار است، می‌تواند بر وسوسه‌هایی که غالباً توسط شر تحمیل می‌شود غلبه کند.
فصل‌های پنج، شش، هفت و هشت به داستان‌هایی در قالب‌های حیوانات تغییر می‌کنند و هر کدام نشان می‌دهند که چگونه یک پادشاه خوش‌نیت در دربار یا در تخاصم با دولت‌های همسایه، از پس مشکلات برمی‌آید، و به‌طور کلی این تجربه چگونه می‌تواند برای حکومت یک پادشاهی موفق اعمال شود.
فصل آخر به صورت فشرده نشان می‌دهد که چگونه همه درس‌ها در مورد آسیب‌پذیرترین موجودات نیز کاربرد دارند و دقیقاً به این وسیله است که خواننده باید تعالی و ارتقا یابد. درون‌مایه و هسته کل متن، تقویت این اصل است که عدالت و فضایل اسلامی باید توسط حاکم به‌طور یکسان برای همگان پیگیری شود.

## نویسنده

سردیس اسپهبد مرزبان در پیاده‌رو مشاهیر ساری.

به گفتهٔ فتح‌الله مجتبایی، در این که مرزبان نامی از خاندان باوندیان نویسندهٔ کتاب مرزبان‌نامه است، شک و شبهه‌ای وجود ندارد. نام و شخصیت دقیق مؤلف مرزبان‌نامه در میان مورخان مورد اختلاف است و نسب مرزبان به شکل‌های گوناگونی ثبت می‌شود. به‌طور مثال، شفر (نخستین مستشرقی که بخشی از مرزبان‌نامه را در «قطعات منتخبه فارسی» آورده) این نام را «مرزبان بن رستم بن سرخاب بن قارن» ثبت کرده است. علامه قزوینی که مرزبان‌نامه را تصحیح نموده، ضمن نقل قول شفر این اسم را اشتباه می‌داند و چنین تصحیح می‌کند: «[مرزبان بن] رستم بن شهریار بن شروین بن رستم بن سرخاب بن قارن بن شهریار بن شروین بن سرخاب بن مهرمردان بن سهراب بن باو…». اما این گمانه با آنچه منابع اولیه آورده‌اند همسو نیست. نویسندگانی همچون رضا قلی‌خان هدایت، دهخدا، سعید نفیسی، ویلفرد مادلونگ، اسماعیل مهجوری، اردشیر برزگر و حسین اسلامی مشابه آنچه عنصرالمعالی کیکاووس و ابن‌اسفندیار گفته‌اند، «مرزبان بن رستم» را صحیح می‌دانند. مجتبایی احتمال می‌دهد نویسندهٔ کتاب «مرزبان بن رستم» بوده باشد ولی برای این که قدمت و اصالت بیشتری به اثر بخشد، آن را به یکی از هم‌نامان و نیای خود منسوب کرده است.
غلامرضا افراسیابی، عضو هیئت علمی دانشگاه شیراز، در مقاله‌ای نوشتن کتاب مرزبان‌نامه توسط مرزبان باوندی را زیر سؤال برد و در آن تردید کرد. اما حسین شیخ، منتقد کتاب، این مقاله را نقد کرده و ضمن برشمردن اشتباهات آن، می‌گوید: «مقاله مرحوم افراسیابی بر پایه پیش‌فرض‌های نادرستی نوشته و در نتیجه به نتایج نادرستی منجر شده است.»
مرزبان بن رستم سیزدهمین اسپهبد از دودمان باوندیان و از نسل شاهان ساسانی بود و طبق سکه‌ای که از دوران حکومت او کشف شده، در سال ۳۷۱ هجری قمری بر طبرستان فرمانروایی داشت. در زمان حکومت مرزبان، ابوریحان بیرونی به دربار او پناهنده شد و کتاب مقالید علم الهیئه، که در باب نجوم و ستاره‌شناسی است، را به او تقدیم کرد. آن گونه که ابن اسفندیار گفته است، مرزبان بن رستم دو کتاب به زبان طبری (مازندرانی) نوشته بود، یکی مرزبان‌نامه که نثر بود و دیگری نیکی‌نامه که به نظم بود. این گزارش ابن اسفندیار با آنچه ملطیوی آورده، هم‌خوانی دارد. همچنین مرزبان بن رستم پدر مادربزرگ عنصرالمعالی کیکاووس زیاری هم بوده است. این در حالی است که وراوینی «مرزبان بن شروین» را به عنوان نویسنده معرفی کرده است و می‌گوید چهارصد و اندی سال پس از او، کتاب را بازآفرینی می‌کرده. به نظر نوری خوشرودباری و سمانه جعفری، مورخان معاصر، مرزبان بن شروین یحتمل شاهزاده‌ای از نسل‌های پیشین باوندی بود که مطابق آنچه وراوینی در مقدمه‌اش آورده، پسر شروین بزرگ، پنجمین حاکم باوندی، است و هیچ ادعای حکومتی نداشت.

## ویژگی‌ها

### زبان اثر
وراوینی از عبارت «فارسی قدیمی باستان» برای توصیف این کتاب یاد کرده است که می‌تواند به شکلی باستانی از زبان فارسی اشاره کند و شاید به منبعی پهلوی که گفته می‌شود فخرالدین اسعد گرگانی کتاب ویس و رامین را بر اساس آن نوشت، بی‌شباهت نباشد و محتمل است که آمیزه‌ای از گویش محلی طبرستانیان بوده باشد. گویا در قرن چهارم هجری قمری، در مازندران از این نوع زبان برای مقاصد ادبی استفاده می‌شد، اما امروزه تنها چند بیت شعر از این زبان ادبی باقی مانده است.

 بدان، ای پادشاه، که پاکیزه‌ترین گوهری که از عالم وحدت با مرکبات عناصر پیوند گرفت، خردست و بزرگتر نتیجهٔ از نتایج خرد خلق نیکوست و اشرف موجودات را بدین خطاب شرف اختصاص می‌بخشد و از بزرگی آن حکایت می‌کند، وَ إِنَّکَ لَعَلَی خُلُقٍ عَظِیمٍ، خلق نیکوست که از فضیلت آن بفوز سعادت ابدی وسیلت توان ساخت و نیازمندترین خلایق بخلیقت پسندیده و گوهر پاکیزه پادشاهانند که پادشاه چون نیکوخوی بود، جز طریق عدل و راستی که از مقتضیات اوست، نسپرد و الّا سنّتِ محبوب و شرعت مرغوب ننهد و چون انتهاج سیرت او برین منهاج باشد، زیردستان و رعایا در اطراف و زوایای ملک جملگی در کنف اَمن و سلامت آسوده مانند…

_نمونه‌ای از متن مرزبان‌نامهٔ وراوینی، باب نخست.
هرمان اته، ادوارد براون، علامه قزوینی، ذبیح‌الله صفا و… زبان اصلی مرزبان‌نامه را زبان طبری دانستند. علامه قزوینی می‌گوید مرزبان‌نامه پیش از آن که در اواخر قرن ششم و اوایل قرن هفتم هجری به فارسی ترجمه شود، تا مدت دو قرن به زبان طبری قدیم «معمول و منتشر» بود. ادوارد براون معتقدست شواهد پراکندهٔ فراوانی وجود دارد که مازندرانی در آثار ادبی مورد استفاده قرار می‌گرفت. حبیب برجیان، زبان‌شناس، در کتاب متون طبری نسبت به طبری بودن کتاب مرزبان‌نامه اظهار تردید کرده است. او پس از نقل سخنان ابن اسفندیار، احتمال می‌دهد که تنها نیکی‌نامه، دیگر اثر مرزبان، به زبان طبری بوده باشد. او همچنین مدعی شده است که ابن اسفندیار به کتاب مرزبان‌نامه دسترسی نداشت، وگرنه مطابق شیوهٔ نگارشش، می‌بایست عبارتی از این کتاب را نیز نقل می‌نمود. برجیان در ادامه می‌گوید نه وراوینی و نه ملطیوی در مقدمه‌شان به طبری بودن کتاب اصلی اشاره نکرده‌اند و از آنجا که یکی اهل عراق عجم و دیگری اهل آناتولی (در ترکیه امروزی) هستند، بعیدست که به زبان طبری مسلط بوده باشند.
برجیان همچنین هیچ مطلب صریحی در اشاره به جغرافیا و فرهنگ طبرستان در این کتاب‌ها نمی‌بیند. این در حالی است که روبن لوی معتقدست تصویری که از زندگی روزمره در حکایت‌های مرزبان‌نامه به چشم می‌خورد، این ادعا که کتاب در طبرستان نوشته شده است را تأیید می‌کند. او به گزارش مقدسی (در قرن چهارم هجری) اشاره می‌کند که در روزگار او این سرزمین به دلیل بارندگی زیاد، دارای جنگل‌های گسترده و پر از پرندگان آبزی و ماهی بود و آن‌چنان‌که جغرافی‌دانان بعدی نیز گزارش کرده‌اند، محصولات کشاورزی آن اعم از خرما، پرتقال، لیمو، آجیل و سایر میوه‌ها شناخته شده‌بود.
فتح‌الله مجتبایی، عضو فرهنگستان فارسی، با توجه به مقدمه‌ای که وراوینی نوشت، فارسی بودن کتاب اصلی را محتمل می‌داند و چنین برداشت می‌کند که مرزبان بن رستم این کتاب را به فارسی دری ساده و بی‌تکلف، که در سدهٔ چهارم هجری مرسوم بود، نوشت.
علاوه بر این‌ها، محمد روشن در مقدمه‌ای بر تصحیح مرزبان‌نامه، گفته است که در قرن ششم هجری ادیبان و منشیان به بازنویسی ادبی کتب سادهٔ فارسی مشغول بوده‌اند و از این جهت، فکر می‌کند مرزبان‌نامه هم کتابی با نثر سادهٔ فارسی بود که کاتبان آن را بازنویسی کردند. محمد روشن اینچنین به طبری بودن کتاب را مردود می‌شمارد.
از آنجا که هم وراوینی و هم ملطیوی دلیل بازنویسی این اثر را آراستن آن به فصاحت و بلاغت دانسته‌اند، یحتمل کتاب اصلی دارای آرایه‌های لفظی و معنوی چندانی نبود و به نثر مرسل نوشته شده‌بود. مشخص نیست که نسخه وراوینی تا چه حد بر اساس متن اصلی یا مستقل از متن اصلی کتاب مرزبان بن رستم بوده است. وراوینی در مقدمه‌اش می‌گوید که نسخهٔ خطی مورد مطالعهٔ او به «زبان طبرستان» آن دوره بوده است و او مطالب را شایسته ارائه به فارسی نو می‌داند.

### درون‌مایه‌ها
مرزبان‌نامه به نثر بوده است و حاوی انواع داستان‌های کوتاهی بود که به عنوان نمونه‌های اخلاقی به کار رفته‌اند و به واسطهٔ یک داستان اصلی و چند داستان فرعی به هم پیوند می‌خورند. در دو نسخهٔ فارسی این کتاب، با آیات و عبارات فراوان عربی و به قلمی پیچیده نوشته شده‌اند.
به‌طور کلی مرزبان نامه شبیه به دیگر آثار رایج سده‌های میانه است، به گونه‌ای که سنت‌های ادبی مختلف ایرانی-اسلامی را در بر می‌گیرد. لحن دینی از همان فصل اول که پایه اصلی کتاب است، مورد استفاده قرار می‌گیرد و با این حال، اثر به‌طور قابل توجهی حاوی عناصر و ارجاعات مختلف پیش از اسلام است که به نوبهٔ خود مضامین تعلیمی مختلفی از حکمت، نصیحت و سیاست‌نامه را در هم می‌آمیزد و با این امر، در تلاش است درستی اخلاقی، پندهای حکیمانه و بالاتر از همه حفظ آرمان شاهنشاهی ایران را مورد بیان قرار دهد. روبن لوی در مقدمهٔ کتاب می‌گوید این داستان‌های ایرانی آموزه‌های اخلاقی را همراه با خرد عملی زیرکانه‌ای ارائه می‌دهند، که اغلب سرگرم‌کننده است تا برای مخاطبی که باید با معیارهای نوین روزگار خود می‌زید، خوشایند باشد و پیچیده به نظر نرسد. مرزبان‌نامه اثری سنت‌گرا است و توجه به آداب و رسوم گذشتگان برای آن حائز اهمیت است. در این کتاب اخلاق، پرهیزگاری، قناعت و وارستگی مورد توجه هستند و از این نظر با قابوس‌نامه تفاوت بسیاری دارد.
مرزبان در کتابش، شدیداً تحت تأثیر سنت فکری ایرانیان دربارهٔ فرهٔ ایزدی است و پادشاه را دارای تأیید و توفیق الهی می‌داند. او گاه شاه را به آفتابی رخشنده و گاه به مادری مهربان تشبیه می‌کند. مؤلف مرزبان‌نامه برخلاف دیگر سیاست‌نامه‌های معاصر، از قشر نخبگان غیر حکومتی است و توصیه‌هایی از چنین دیدگاهی به شاه، درباریان و نخبگان حکومتی و غیر حکومتی ارائه کرده است. مرزبان‌نامه یک اثر ادبی-سیاسی است که در قالب حکایات گوناگون، موضوعات اجتماعی، سیاسی و اخلاقی را نقد و ارزیابی می‌کند. این کتاب برای یک حکومت محلی کوچک دستورالعملی ارائه می‌کند که در میان کشمکش رقیبان متعدد چگونه خود را از گرفتاری برهاند؛ از این حیث با اثری همچون سیاست‌نامه اثر خواجه نظام‌الملک که در زمان اوج قدرت سلجوقیان نوشته شد و با دیدی کلان می‌نگرد، متفاوت است و چه بسا ریشهٔ اختلاف نظر نویسندگان دو اثر به این مسئله مربوط باشد. از مهم‌ترین اصولی که در مرزبان‌نامه فرمانروا بدان توصیه شده، عدالت و انصاف، رفتار صحیح با زیردستان، رعایا، دوستان و دشمنان، اخلاق نیک، مجازات مجرم، دوری از دوستان دروغین و شایسته‌سالاری است. برخی ویژگی‌های لیبرالیسم و آزادی‌خواهی نیز در حکایت‌های مرزبان‌نامه به چشم می‌خورند و مؤلف از زبان حیوانات و به صورت استعاری، در این کتاب به فرمانروایان اصول آزادی را گوشزد می‌کند.

### شباهت به آثار پیش از اسلام

اشاره به تاریخ ساسانیان در حکایت «باغبان نیک‌اندیش» مرزبان‌نامه که در کتاب درسی فارسی مدارس متوسطه ایران گنجانده شده است.

مهدی رضایی این احتمال را در نظر می‌گیرد که کتاب مرزبان‌نامه بر اساس اندرزنامه‌های پهلوی نوشته شده‌باشد که در زمان خسرو انوشیروان و به تقلید از کلیله و دمنه نوشته شدند و حتی محتمل می‌داند که این کتاب در ابتدا ترجمه‌ای از زبان فارسی میانه بوده‌باشد. او در گواه سخنش، استدلال می‌کند که شخصیت خسرو در هشت داستان کتاب حضور دارد ولی از شاهان بعدی ساسانی در آن نامی نیست و همچنین در جایی از نسخهٔ روضةالعقول کاربرد خاصی از فعل مضارع برای نقل‌قول از خسرو آورده شده است. اما عزتی‌پرور با نقل نظر احمد تفضلی دربارهٔ شباهت باب چهارم مرزبان‌نامه به رسالهٔ ماتیکان یوشت فریان، می‌گوید مؤلف مرزبان‌نامه در تدوین اثرش از رسالهٔ پهلوی استفاده کرده ولی آن مستقیماً مأخذ حکایت نیست.
در میان حکایت‌های مرزبان‌نامه، هیچ‌یک مرتبط با وقایع پس از اسلام نیستند و نام‌های خاصی که در کتاب دیده می‌شوند و شخصیت‌های تاریخی آن، ایرانی و بعضاً یونانی هستند و هیچ اسم عربی در آن نیست. همچنین نام تمام موقعیت‌های جغرافیایی نامبرده در هر دو نسخهٔ فارسی مرزبان‌نامه متعلق به ایران پیش از اسلام است و اسامی قلمرو اسلام در آن دیده نمی‌شود. در روضةالعقول حکمت‌ها و گفتاوردهای بسیاری از بزرگان و موبدان پارس نقل شده است. از مضامین دین مزدیسنا هم در این کتاب بهره برده شده است. جلیلی، فرضی و پوردرگاهی، از دانشگاه آزاد تبریز، دَه ویژگی اساطیری دربارهٔ درخت – از قبیل درخت کیهانی، اشراق، شفادهی و درمان‌بخشی، ارتباط درخت با پریان، ارتباط با مار، نقش درخت در تعیین سرنوشت، پناهگاه بودن درخت، ارتباط درخت با نسب‌شناسی، پرستش درخت و سخنگویی درخت – را برشمرده و کاربرد گستردهٔ این مفاهیم اساطیری در مرزبان‌نامه را شاهدی می‌دانند که نشان می‌دهد این اثر از عهد ساسانیان و یحتمل دورهٔ انوشیروان ساسانی، بازمانده باشد.

#### تحلیل باب چهارم: «دیو گاوپای و دانای دینی»
حکایت «دیوِ گاوپای و دانای دینی» مشهورترین و بحث‌برانگیزترین داستان در کتاب مرزبان‌نامه است. این حکایت که تمام باب چهارم کتاب را شامل می‌شود و داستانی بلند است، دارای بُن‌مایه و رنگ و بوی اساطیری و اشاره‌هایی به باورهای عامیانه است. نویسندگان و پژوهشگران دربارهٔ این داستان نظرات گوناگونی ارائه کرده‌اند. محمد معین این داستان را برگرفته از رسالهٔ ماتیکان یوشت فریان و اَخت می‌دانست و کتابی به نام یوشت فریان و مرزبان‌نامه (۱۳۲۴) را به این موضوع اختصاص داد. او شباهت‌های دو داستان و جزئیاتشان را مقایسه کرده است: هر دو حکایت مبتنی بر مناظره است. در هر دو، مناظره‌ای میان یک دیو و یک آدمی در جریان است. دیو در هر دو روایت پیشوای دیوان معرفی شده. آدمی نیز فردی دین‌دار و پرهیزگار معرفی می‌شود. در هر دو داستان دیوان با لشکریان خود، آمادهٔ نبرد هستند. هر دو حکایت دیو را زیرک ولی مرد دین‌دار را آگاه‌تر از او جلوه می‌دهد. در هر دو داستان دیو از پاسخ‌های مرد دین‌دار در مناظره متعجب می‌شود و نهایتاً هر دو حکایت با شکست دیوان از آدمی پایان می‌پذیرد. سیروس شمیسا ضمن مخالفت با مقایسهٔ محمد معین، منشأ داستان دیو گاوپای را در شکست مردمان بومی مازندران و گیلان باستان از آریایی‌ها و پذیرش آیین زرتشتی توسط بومیان این منطقه می‌جوید. شمیسا معتقدست در این حکایت، شکست نظامی بنا به طرح‌های اساطیری، بدل به شکستی معنوی شده است و این داستان سینه به سینه نقل شده تا به مرزبان بن رستم رسیده است. احمد تفضلی معتقدست این داستان عیناً از یوشت فریان اخذ نشده است ولی نویسندهٔ مرزبان‌نامه از این داستان تأثیر پذیرفته است. رزمجو و خلیلی معتقدند این چون در این داستان اساطیری زمان، مکان و شخصیت‌ها در هاله‌ای از ابهام هستند، می‌توان برداشت‌های مختلفی از آن داشت و به‌طور نمونه مرد دینی را با هوشنگ یا زرتشت نیز قابل قابل قیاس دانست، ولی با توجه به این که داستان دیو گاوپای در شهر بابـِل می‌گذرد، آن را با داستان سلیمان نزدیک‌تر دانستند.
محسن فرزانه نخستین بار در سال ۱۳۶۶ هجری خورشیدی، مرزبان‌نامه را یک اثر مانوی معرفی کرد. او سپس در کتابی به نام صوفی یا سوفی (۱۳۶۷) مرزبان‌نامه را «یگانه اثر مانوی به فارسی» خواند. فرزانه در این کتاب الفهرست و مرزبان‌نامه را آثاری با محتوا و مضمون مانوی برشمرده و فصل‌های چهارم و سوم مرزبان‌نامه را مبلغ تفکرات مانی می‌داند.مهدی رضایی نیز دلیل علاقه‌مندی مرزبان به گوشه‌گیری و عزلت را در آموزه‌های مانی می‌جوید.
فرزانه با تأکید بر مانوی بودن مرزبان‌نامه، دانای دینی و دیو گاوپای را به ترتیب با مانی و موبدان زرتشتی تطبیق داد ولی شواهدی ارائه نکرد. بعدها پژوهشگر دیگری، معصومه حسینی، این فرض را بیشتر بررسی کرد و گفت چون پیروان مانی پس از قتل او در خفقان بودند، ممکن است با دستکاری افسانه‌ها و اساطیر زرتشتی، واقعهٔ قتل مانی توسط کرتیر را در قالب داستان یوشت فریان مخفی کرده باشند.
فولادی، بارانی و خلیلی، مقایسهٔ داستان دیو گاوپای و دانای دینی با داستان‌های سلیمان و مانی را به کل رد می‌کنند و علاوه بر این، دو نظریهٔ معین و شمیسا را هم در عین «جامع و عالمانه» خواندن، کامل نمی‌دانند؛ در عوض، این داستان مرزبان‌نامه را برگرفته از داستان‌های آیین زرتشت و مزدیسنا دانسته و خصوصاً به شباهت ساختاری و محتوایی آن با مینوی خرد تأکید می‌کنند.
طایفی و هاشمیان اندیشه‌های بازگو شده در قالب باب چهارم مرزبان‌نامه را از منظر دیگری بررسی کرده‌اند و آن را تحت‌تأثیر باورهای فلسفی افلاطون می‌دانند و دربارهٔ وجه شباهت مذکور می‌گویند: «[در هر دو دیدگاه،] تنها یک سکهٔ حقیقی وجود دارد که باید همه چیز را با آن سنجید و آن معرفت است؛ تنها خردورزی است که آدمی را از دام اشتغال به جهان بی‌اعتبار محسوسات و فریفته شدن به وهم و خیال می‌تواند برهاند.» رضاپور نقش داستان‌های اسلامی دربارهٔ موسی و محمد و اسداللهی و کاظمی‌ها نقش باورهای زرتشتی، آموزه‌های قرآنی و یهودی و باورهای عامیانه را در این داستان واکاوی کرده‌اند.

#### مقایسه با کلیله و دمنه
مرزبان‌نامه اغلب با کلیله و دمنه مقایسه می‌شود که به خاطر الگوبرداری ادبی و تشابه زیاد بین محتوای مرزبان‌نامه با کلیله و دمنه است. نکتهٔ قابل توجه در شباهت این دو کتاب، در آن است که هم در نسخهٔ هندی کلیله و دمنه و هم در ترجمهٔ فارسی مرزبان‌نامه، در ابتدا شاهان، وزیران و دربار سلطنتی به تصویر کشیده شده‌اند؛ با این حال، در پنچاتنترا، که منبع هندی کلیله و دمنه بوده، شاه و درباریان در مدیریت دربار ضعیف و ساده‌لوح نشان داده می‌شوند، ولی در مرزبان‌نامه گرچه دربار در ابتدای داستان وضعیت پر آشوبی داراست ولی در انتهای داستان سامان می‌گیرد و این موضوع اصلی کتاب است. روبن لوی در استدلال برای ایرانی بودن منشأ کتاب، می‌گوید در این اثر شیر، که نماد ملی ایرانیان است، موقعیت برتری دارد و نقش مهمی ایفا می‌کند؛ در حالی که فیل به چشم یک دشمن بیگانه تصویر شده است که نهایتاً توسط شیر سرنگون می‌گردد.
برخلاف کلیله و دمنه، در مرزبان‌نامه همه شخصیت‌ها از حیوانات نیستند و از فیلسوفان و پادشاهان هم در کتاب نام برده می‌شود. همچنین شخصیت‌هایی مشابه حکایت‌های دو لا فونتن در این کتاب دیده می‌شوند. با آن که از افسانه‌های یونانی حکایت‌های ازوپ و داستان‌های هندی پیل‌پای در این کتاب استفاده شده است، ولی شخصیت‌های داستانی با رفتاری متفاوت از فرهنگ اصلی خود در کتاب حضور دارند و ظاهری ایرانی به خود می‌گیرند.
درویشعلی کولاییان که صاحب نظریۀ کوچ هندی‌های سانسکریت‌زبان به مازندران در زمان سلوکیان است، در مقاله‌ای احتمال مازندرانی بودن نویسندۀ اصلی کلیله و دمنه (پنچاتنترا) را مطرح کرده است. در دیدگاه او، «مرزبان‌نامه بازگوکنندۀ فرهنگ ریشه‌دار مردم مازندران است و از این رو پدیداری کتاب بزرگی چون کلیله از بستر فرهنگ این مردم… نباید دور از ذهن باشد.»

## ترجمه‌ها

### ترجمه‌های فارسی
دو ترجمهٔ فارسی از مرزبان‌نامه موجود است که بر اساس نسخه‌ای به زبان طبری (مازندرانی) متعلق به قرن چهارم هجری از اسپهبد مرزبان باوندی، تألیف شده‌اند. معروف‌ترین متنی که اکنون از مرزبان‌نامه در دسترس است، در سال‌های ۶۰۷–۲۲ هجری قمری (۲۵–۱۲۱۰ میلادی) توسط سعدالدین وراوینی به فارسی ترجمه شد. او تحت حمایت وزیر ابوالقاسم هارون و در درگاه مظفرالدین ازبک، اتابک آذربایجان، بود. اما مرزبان‌نامهٔ وراوینی تنها یکی از دو نسخهٔ ترجمه شده به فارسی است که امروزه شناخته شده هستند؛ نسخهٔ دیگر با نام روضةالعقول شناخته می‌شود و با متنی کمی متفاوت و محتوایی بسط یافته توسط محمد بن غازی ملطیوی در ۵۹۸ هجری (۱۲۰۱ میلادی) تألیف شده است. ملطیوی روضةالعقول را برای دربار سلجوقی رکن‌الدین سلیمان دوم (ح ۵۹۲–۶۰۰/۱۱۹۶–۱۲۰۴)، در قونیه ترجمه کرد. دو نسخه در پاریس و لیدن از این کتاب محفوظ است. این نسخه‌های کمیاب و متقدم ملطیوی تنها به صورت گزیده منتشر شده‌اند و علی‌رغم ماهیت محتوای گسترده‌ای که با توجه به تعداد فصل‌ها و داستان‌ها، دارند، کمتر شناخته شده هستند و بررسی‌های دقیقی رویشان صورت نگرفته است ولی این از ارزش روضةالعقول نمی‌کاهد.
هم وراوینی و هم ملطیوی از دبیران و منشیان دربارهای دولت‌های اسلامی سده‌های میانه بودند و هدف اصلی آنان تبدیل یک متن نسبتاً ساده به نمونه‌ای از سبکی بود که در مکاتبات رسمی رایج بود. وراوینی در مقدمه‌اش به آثار متعددی اشاره می‌کند که از نظر سبکی با سبک خود او مشابهت دارند. گویا این دو از آثار همدیگر اطلاعی نداشته‌اند.
بنا بر یادداشت‌های مقدماتی در آثار وراوینی و ملطیوی، ممکن است که هر دو از یک منبع در قرن چهارم هجری یا منبعی قدیمی‌تر استفاده کرده باشند. اما این امکان نیز وجود دارد که زمانی که وراوینی و ملطیوی روی نسخه‌های خود کار می‌کردند، تالیف‌های مختلفی از قبل وجود داشت. سالنامه‌های ادبی و دست‌نوشته‌های باقی‌مانده حاکی از آن است که نسخه‌ای از وراوینی از دیرباز نسخه‌ای بوده است که بیشتر در دسترس بود. این ممکن است تا حدی با زمان‌بندی توضیح داده شود؛ زیرا نه تنها از نظر فیزیکی این اثر چون دیرتر نوشته شد، بیشتر باقی ماند؛ بلکه پس از قرن سیزدهم میلادی، که کاغذ به‌طور گسترده در دسترس بود، منتشر شده‌بود.
مرزبان‌نامهٔ وراوینی شامل نه باب (فصل) است و نثر فنی پر از عبارات عربی دارد و یکی از نسخه‌های آن تا حدودی مصور است. در روضةالعقول علاوه بر نُه باب اصلی، یک باب اضافی حاوی آموزه‌های اخلاقی با ماهیت اسلامی است که با بقیهٔ کتاب در تضاد است. نسخهٔ ملطیوی همچنین دارای حکایت‌های بسیاری است که در کار وراوینی وجود ندارند، ولی او صراحتاً می‌گوید این داستان‌ها را از متن کتاب اصلی برگزیده است. از ۹۱ حکایتی که ملطیوی آورده است، تنها ۵۱ حکایت با کتاب وراوینی مشترک است و لذا حجم آن حداقل دو برابر آن است. وراوینی دربارهٔ تخلیص متن مرزبان‌نامه می‌گوید: «همان زمان میان طلب دربستم و ننشستم تا آن گنج خانه دولت را به دست آوردم. زوایای آن همه بگردیدم… از حاصل همه ملخصی ساختم باقی انداختم… و بر همان صیغت اصل بگذاشتم.»
خاورشناس هلندی، مارتین تئودور هوتسما، معتقدست که احتمالاً دو مترجم به نسخه‌های متفاوتی از متن کهن دسترسی داشتند. علاوه بر این، آن گونه که خاورشناس ایتالیایی، فرانچسکو گابریلی می‌گوید، چارچوب داستان اصلی وراوینی فقط در مورد یک واقعهٔ تاریخی است، اما نمی‌توان تشخیص داد که آیا این موضوع چارچوب و طرح نسخهٔ اصلی هم بوده است یا خیر. در مقایسهٔ دو نسخهٔ فارسی، وراوینی دارای ذهنی فلسفی‌تر بوده و به علوم و فنون تسلط بیشتر داشت. تصویرسازی‌های او نیز نسبت به آنچه در روضةالعقول است، قوی‌ترند. در مقابل، اثر ملطیوی دارای ترادف‌سازی، موازنه، ترصیع و ایراد مفردات عربی بیشتری است.
نسخهٔ وراوینی نخستین بار، به عنوان جلد هشتم از سری یادبود EJW Gibb، توسط میرزا محمد قزوینی در سال ۱۹۰۹ میلادی ویرایش، صحافی و چاپ شد. این ویراست سپس در سال ۱۹۴۸ میلادی در ایران تجدید چاپ شد. بعداً نسخه جدید و به روز شده با یادداشت‌ها و ضمایم به ویراستاری محمد روشن در سال ۱۹۷۶ منتشر شد و پس از آن نسخه‌ای با شرح خلیل خطیب رهبر در سال ۱۹۸۴ منتشر گردید.

### به دیگر زبان‌ها
در دوران حکومت گرمیان در آناتولی، نسخهٔ وراوینی به دست مصطفی شیخ‌اوغلو در سال‌های ۱۳۶۸ الی ۱۳۸۷ میلادی، به زبان ترکی قدیم آناتولی ترجمه شد. این ترجمه که دستور شاهی فی حکایت پادشاهی نام دارد، از نظر زبان و محتوا، یکی از آثار ارزشمند ترکی قدیم آناتولی است. در قرن نوزدهم نهضت عمر افندی (متوفی ۱۷۷۸ میلادی)، بار دیگر بر اساس مرزبان‌نامهٔ وراوینی، ترجمه‌ای این بار به زبان ترکی عثمانی، منتشر کرد و آن را جواهر الحکمه نامید. شهاب‌الدین ابن عربشاه نیز در ۸۵۲ هجری (۱۴۴۸ میلادی) بر اساس ترجمهٔ شیخ‌اوغلو ترجمه‌ای به عربی انجام داد ترجمهٔ عربی ابن عربشاه یک ترجمهٔ آزاد از مرزبان‌نامه است و او نام فاکهة الخلفاء و مفاکهة الظرفاء را بر روی اثر خود گذاشت. همچنین ترجمه‌ای دیگر از مرزبان‌نامه با نثری ساده را به ابن عربشاه نسبت داده‌اند که نسخه‌ای از آن کشف نشده است.
در دوران معاصر، هانری ماسه فصل نخست روضةالعقول را در سال ۱۹۳۸ میلادی به انگلیسی و فرانسوی منتشر کرد و روبن لوی ترجمه‌ای انگلیسی از مرزبان‌نامه وراوینی نوشت. در سال ۲۰۰۰ میلادی، یک نویسندهٔ مصری به نام یوسف عبدالفتاح فرج، در قالب «طرح ملی ترجمه» ترجمه‌ای جدید از مرزبان‌نامه را با نام قصص الأمیر مرزبان علی لسان الحیوان به زبان عربی منتشر کرد.